# Joe Trohman
 (avril 2025).

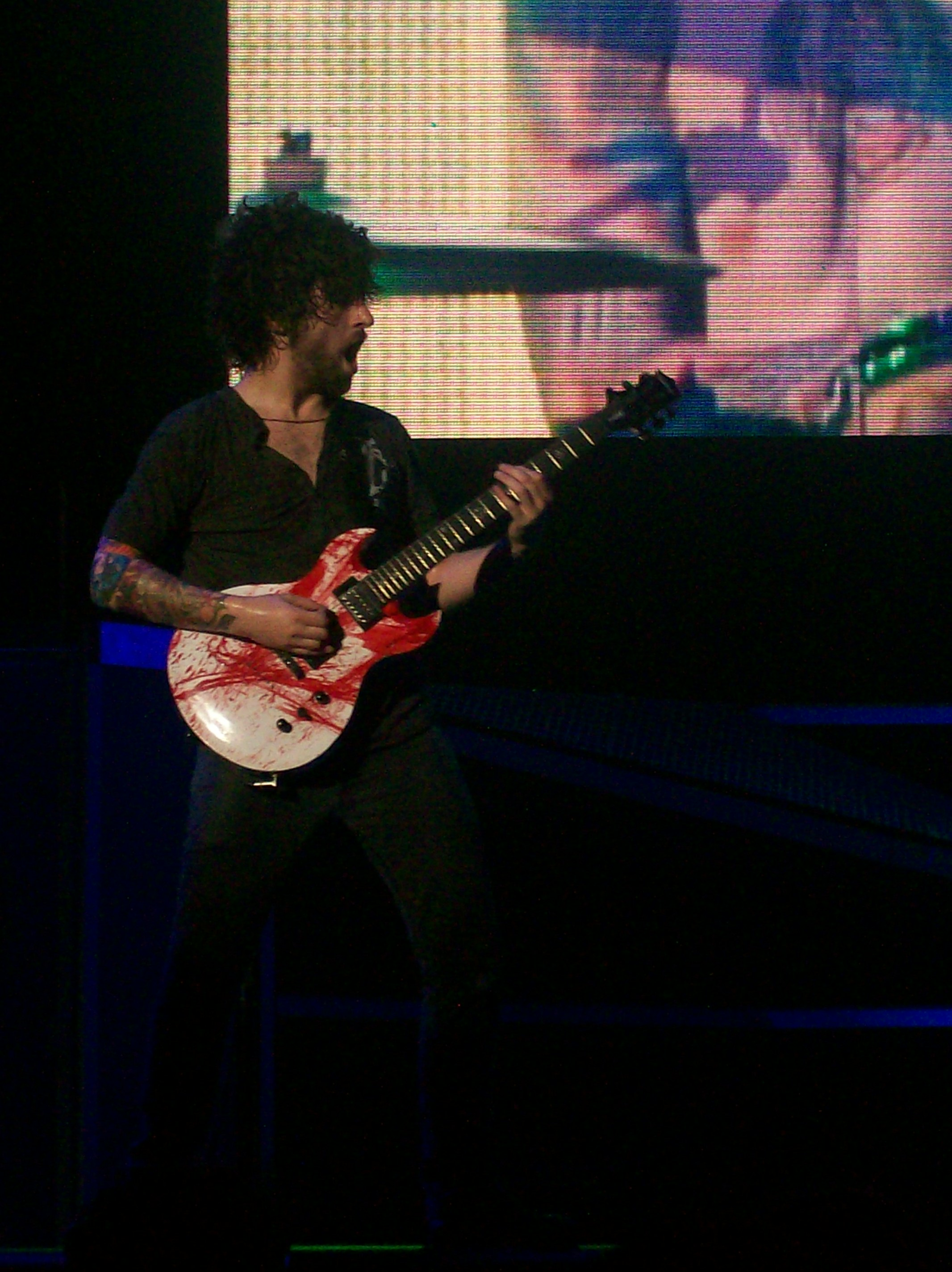
Joe Trohman

Joseph Mark Trohman (né le 1er septembre 1984 à Hollywood en Floride) est un musicien américain. Il a vécu douze ans à South Russell dans l’Ohio et a déménagé près de Chicago (Illinois) vers l’âge de 12 ans.
Il est guitariste et membre cofondateur du groupe Fall Out Boy. Il a connu Peter Wentz (bassiste du groupe Fall Out Boy) au lycée New Trier Township. C’est aussi lui qui présenta Patrick Stump (chanteur et guitariste de Fall Out Boy) à Peter Wentz pour une audition.
Avec Damned Things en hiatus, Trohman et Josh Newton ont formé With Knives et le duo a sorti son premier EP Schadenfreude en avril 2012 avec Trohman au chant et à la guitare. Il a été publié par Son Of Man, le label dont il est copropriétaire avec Newton. With Knives a joué quelques dates aux États-Unis avant de devenir silencieux et a annoncé que le projet était en pause.
Le 4 février 2013, Fall Out Boy a annoncé un retour avec un nouvel album, une tournée et un single.

## Jeunesse
Fils d'un cardiologue, Trohman est né à Hollywood, en Floride. Il a grandi à South Russell, en Ohio, avant que sa famille ne déménage dans la région de Chicago. Sa famille est juive, bien qu’il ait noté à JVibe : « Je pense que nous étions plus juifs culturellement que nous étions religieux car après le bar mitzvah de mon frère, nous avons cessé d’aller à la synagogue. École à Winnetka, Illinois, et Trohman a joué de la basse avec Wentz dans un groupe appelé Arma Angelus. ».

## Carrière musicale
Trohman s'est impliqué dans la scène punk hardcore de Chicago, son premier groupe étant Voices Still Heard qu'il a formé avec des amis. À l'âge de quinze ans, il a appris à jouer de la guitare et, à seize ans, il a rejoint le groupe local Arma Angelus et a passé un été en tournée comme bassiste du groupe. Il a développé une amitié avec le chanteur du groupe, Pete Wentz, et les deux ont discuté de la formation d'un groupe plus mélodique influencé par des groupes tels que Green Day. Trohman a ensuite rencontré Patrick Stump dans une librairie de Borders et l'a recruté pour rejoindre le groupe, qui a ensuite été nommé Fall Out Boy.
Avec le bassiste Pete Wentz en tant qu'auteur-compositeur principal et chanteur principal, Fall Out Boy a connu un grand succès avec son premier album From Under the Cork Tree. Sorti en 2005 par Island Records, l'album a fait ses débuts sur l'US Billboard 200 à la 9e place, a remporté plusieurs récompenses et a obtenu le statut de triple platine après avoir vendu plus de 3,5 millions d'albums aux États-Unis. L’album a donné lieu à deux succès dans le top 10 ; Sugar, We Goin Down qui a atteint la 8e place du Billboard Hot 100 et qui a vendu plus de 2 millions de téléchargements numériques aux États-Unis, et Dance, Dance qui a atteint le 9e rang et le platine certifié.
En 2005 et 2006, le groupe a participé à des tournées dans le monde entier.
En 2007, le groupe a sorti l’album suivant, Infinity on High, qui a connu un grand succès, débutant au premier rang du Billboard 200 avec 260 000 ventes de la première semaine. L'album a été certifié platine un mois après sa sortie. Le premier single d'Infinity on High, This Ain't a Scene, It's an Arms Race, a atteint la première place sur la pop-100 et la deuxième sur le Billboard Hot 100. Le deuxième single, Thnks fr th Mmrs, vendu à plus de 2 millions d'exemplaires aux États-Unis.
En 2008, le groupe a sorti son cinquième album studio, Folie à Deux, qui a fait ses débuts au 8e rang du Billboard 200 avec 150 000 ventes de la première semaine et a ensuite été certifié or. Le groupe a débuté en 2009 avec la tournée des retrouvailles de Blink-182 et a sorti prochainement son premier album de compilation à succès, Believers Never Die - Greatest Hits, en novembre 2009, avant d’annoncer un hiatus indéfini. Patrick Stump s'est lancé dans une carrière solo et Pete Wentz a créé le duo DJ Black Cards. Andy Hurley, membre du groupe Fall Out Boy, a créé un groupe avec Joe Trohman intitulé The Damned Things avec Scott Ian et Rob Caggiano, membres d'Anthrax, et Keith Buckley, bassiste d'Every Time I Die, et le bassiste Josh Newton. Ils ont sorti leur premier album en 2010, Ironiclast. Trohman a ensuite commencé à travailler sur un nouveau groupe avec Newton Knives avec un premier EP, Schadenfreude, en avril 2012.
En février 2013, Fall Out Boy a été réformé et est devenu le foyer musical principal de Trohman. Ils ont sorti leur nouvel album, Save Rock and Roll, et ont fait des tournées tout au long de l'année.
En octobre 2013, ils ont sorti un nouvel EP, PAX AM Days. Le sixième album studio American Beauty/American Psycho est sorti en janvier 2015, avec à sa tête le single Centuries, premier single de Platinum.
Fall Out Bot sort cinq singles de leur septième album studio, Mania : 
- en avril 2017 : Young and Menace,
- en juin 2017 : Champion,
- en septembre 2017 : The Last Of The Real Ones,
- en novembre 2017 : Hold Me Tight or Don't,
- en janvier 2018 : Wilson (Expensive Mistakes).